# Carl Philip Gerdes
Carl Philip Gerdes, född 21 september 1738, död 14 oktober 1776 i Sala, var en svensk bildhuggare.
Han var son till Carl Adam Gerdes och Gertrud Wagman. Gerdes var 1762 i bildhuggarlära för Jakob Clerck i Stockholm. Efter sin lärotid arbetade han under Jacques Adrien Masreliez ledning med utsmyckningen av Stockholms slott. Han utförde även arbeten vid Marie och Klara kyrkor.